# Erdőhát (tájegység)

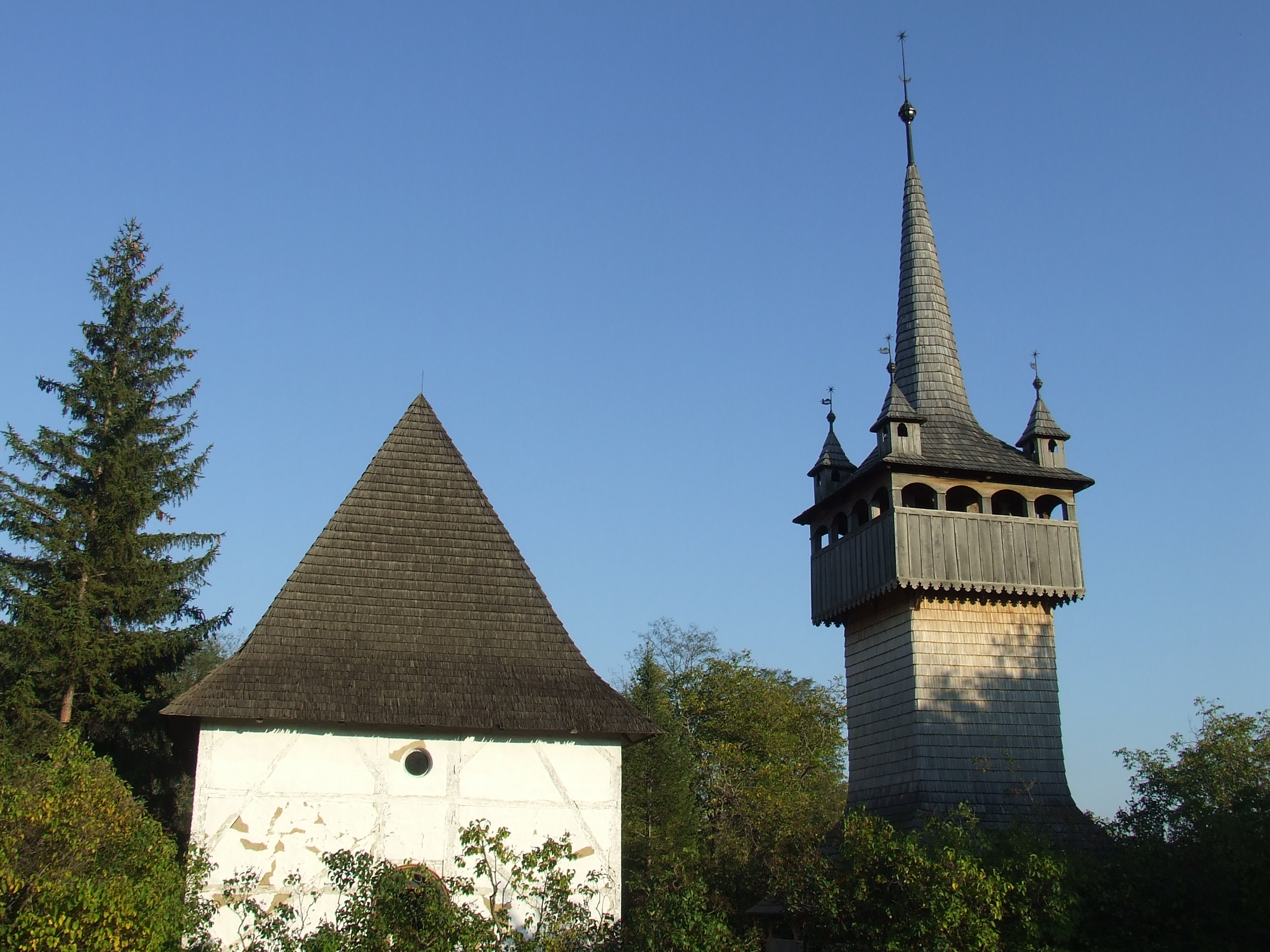
Nemesborzova egykori fazsindelyes temploma és fa harangtornya a Szentendrei skanzenben.

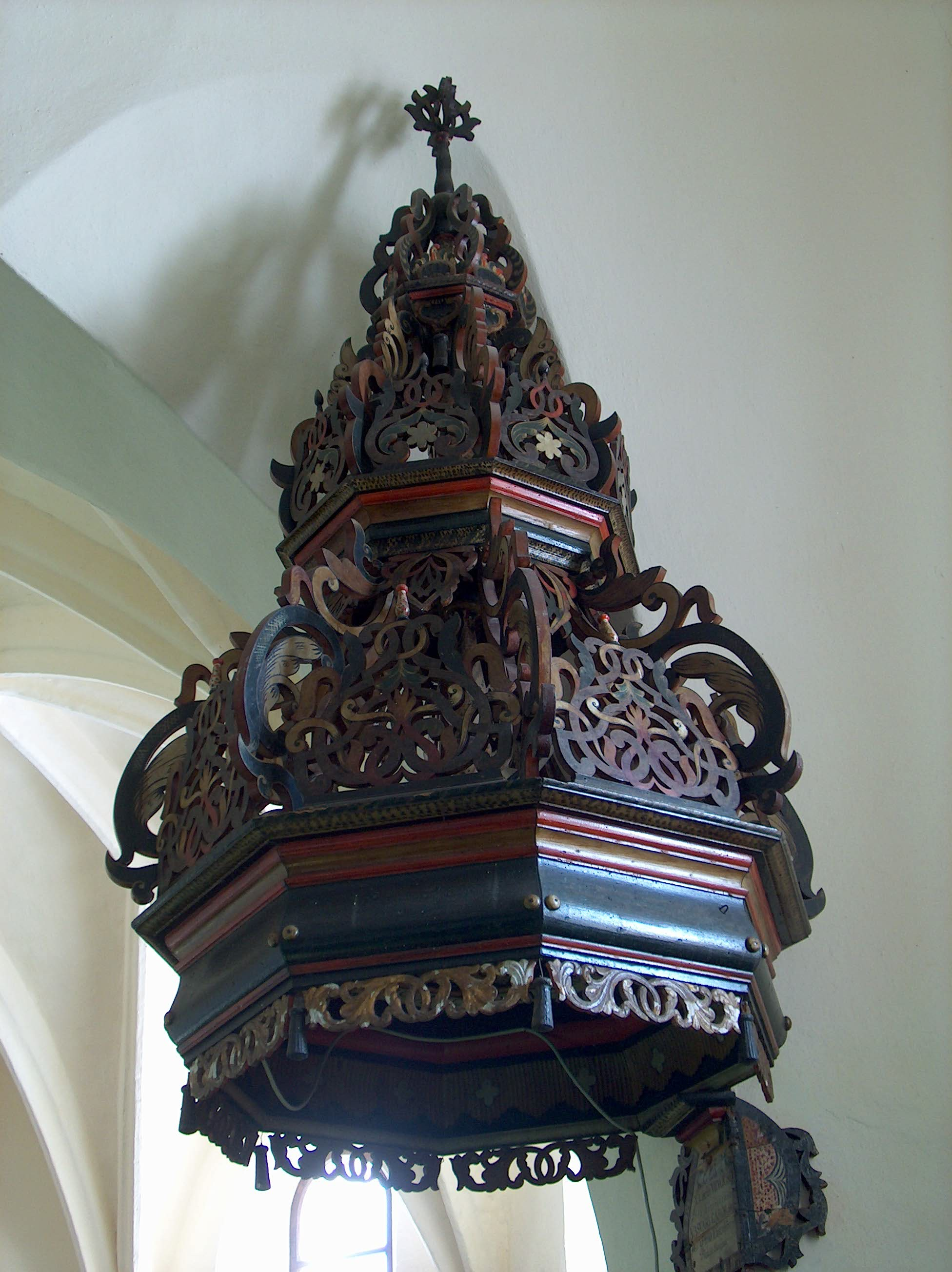
A Vámosoroszi református templom fa szószékkoronája

Erdőhát vagy Szatmári Erdőhát Szabolcs-Szatmár-Bereg vármegye Tiszaháttal és Szamosháttal közrefogott területe, melynek keleti országhatár felőli részeit az  itteni lakosság Túrhát és Palágyság néven nevezi, azonban mindkét mikrotájegység Erdőhát szerves részét képezi.

## Leírása

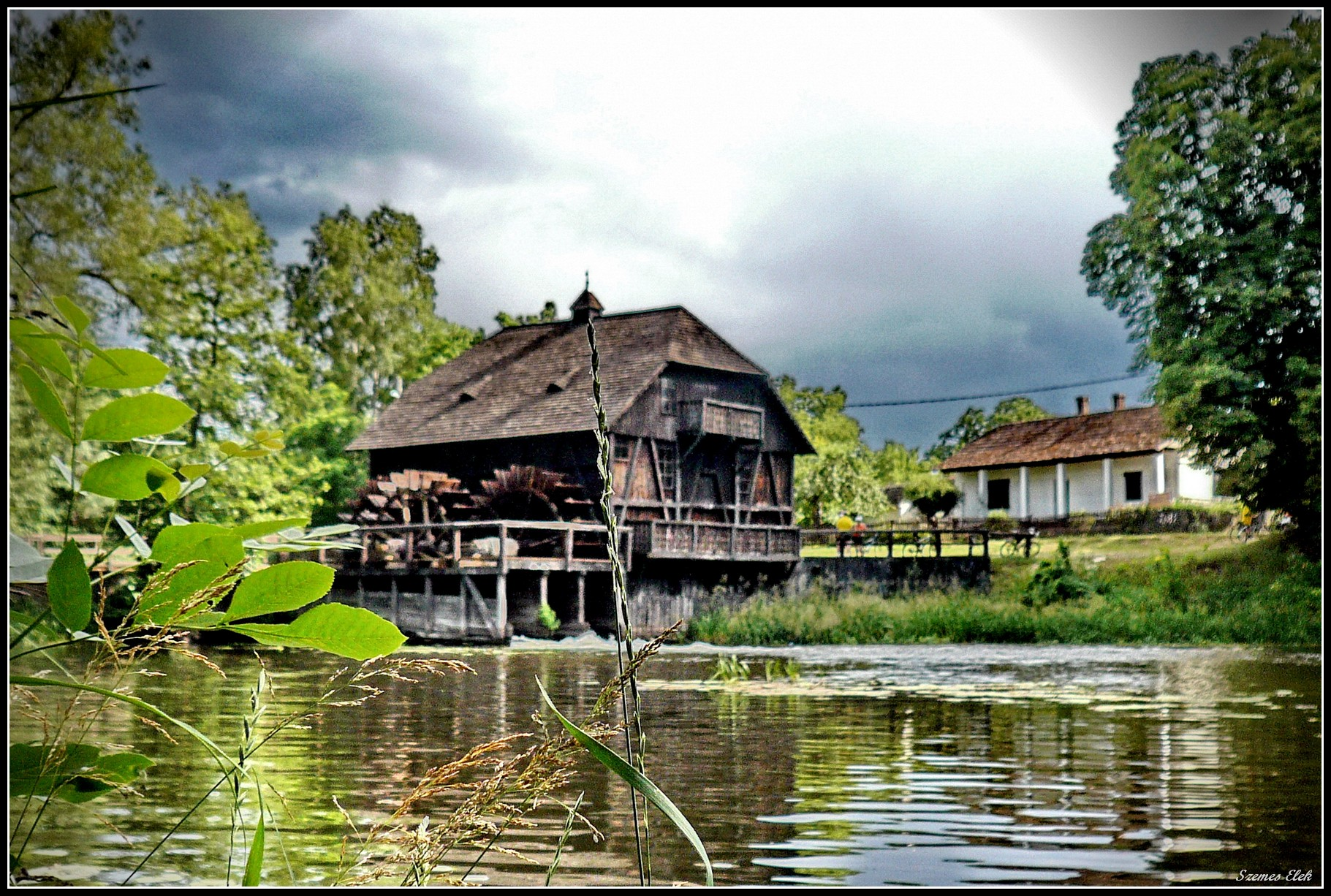
Túristvándi faépítésű, ma is működő vízimalma

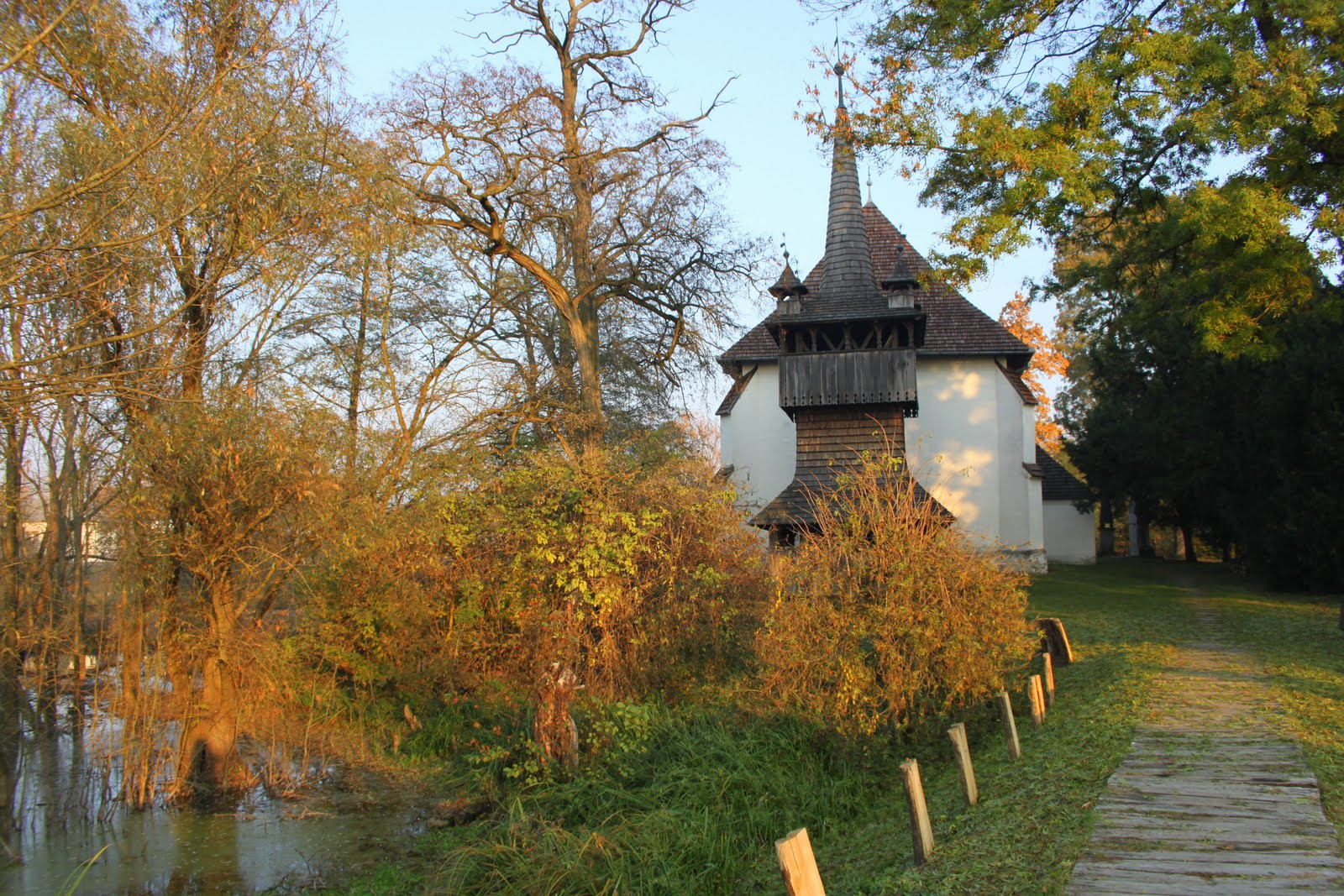
Nagyszekeres, a református templom fa haranglábja

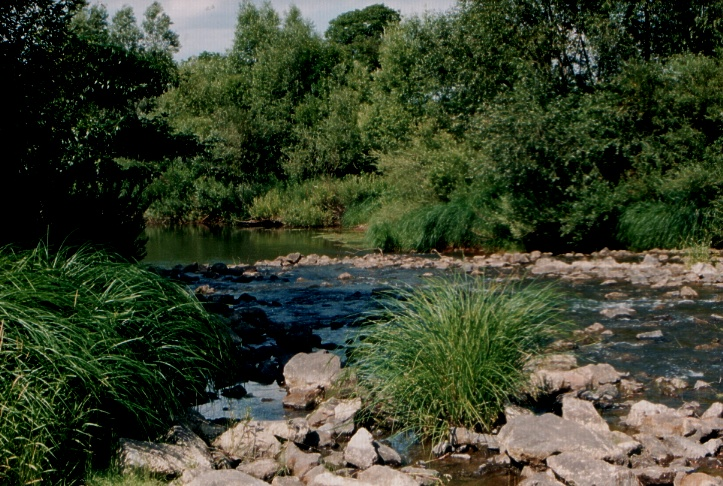
A Kisbukógát a Túr folyón, Sonkádnál

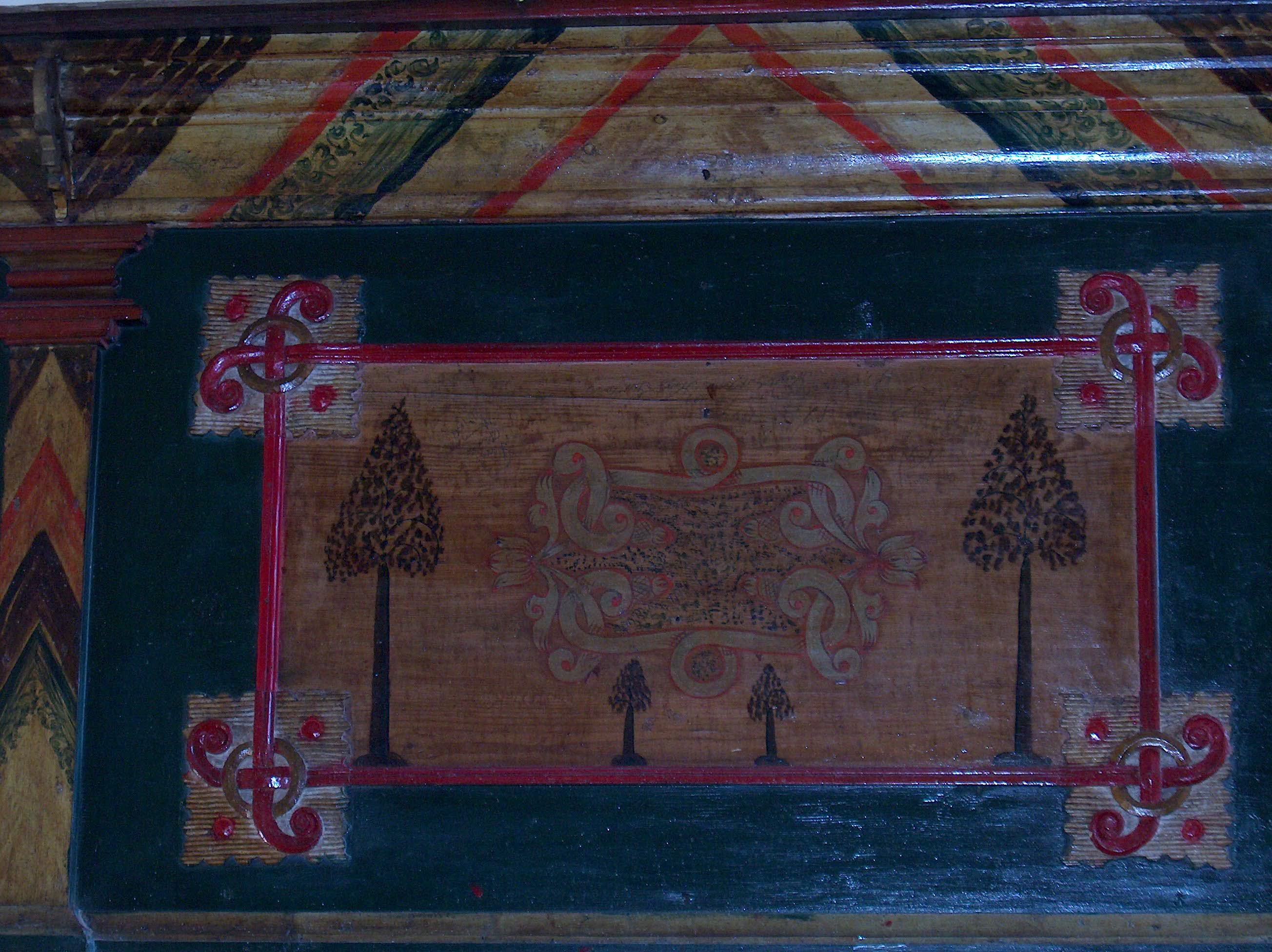
Vámosoroszi református templomának festett fa karzata (részlet)

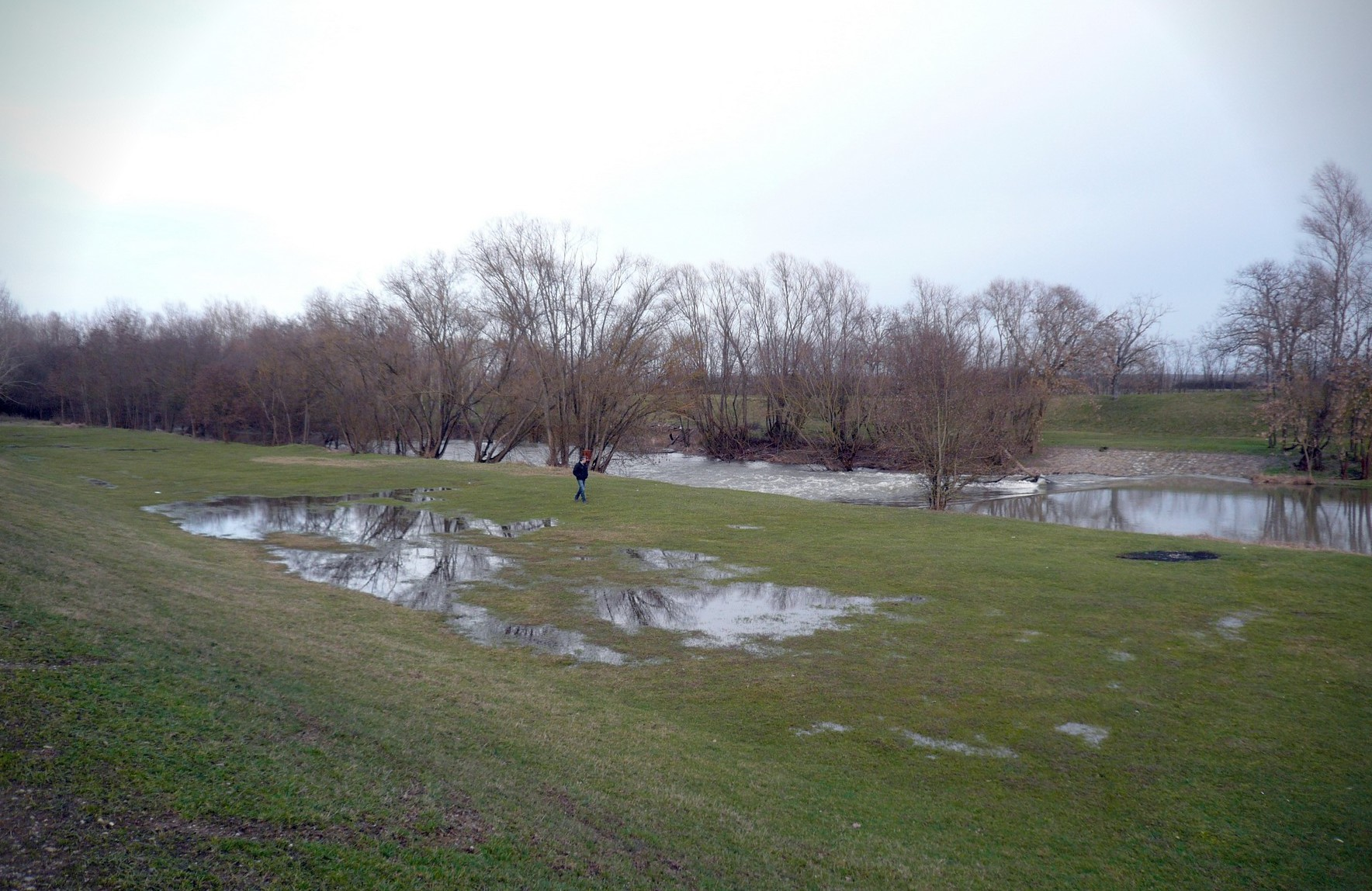
A Túr folyó Sonkádnál.

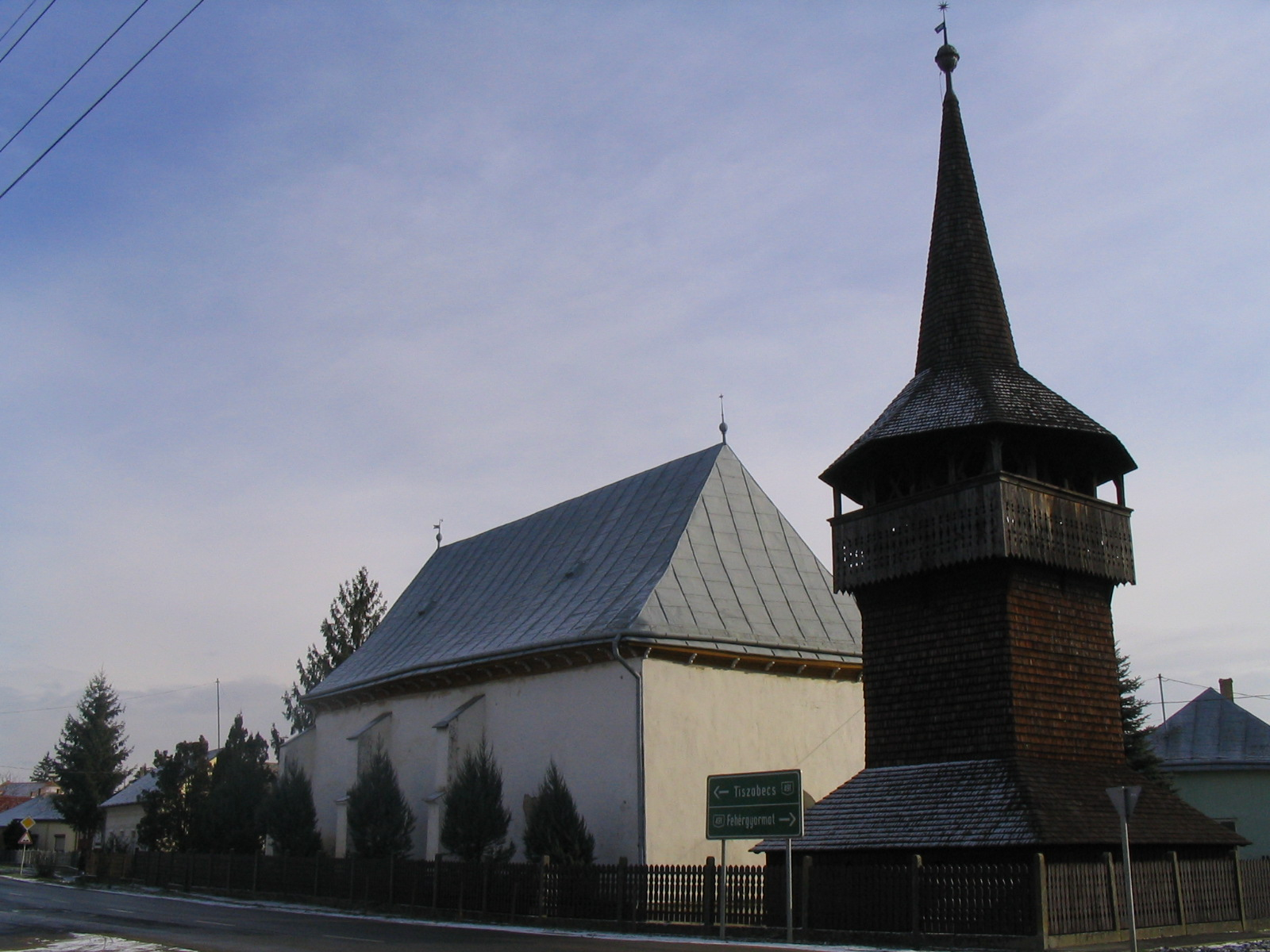
Kölcse, fa harangtorony

Földrajzi tekintetben ezt a vidéket a Szamosközhöz, tehát a Szatmár-Beregi-síkság részéhez sorolják, néprajzilag mégis önálló egység. Erdőháthoz a következő 28 község: Botpalád, Csaholc, Császló, Darnó, Fülesd, Gacsály, Garbolc, Jánkmajtis, Kishódos, Kisnamény, Kispalád, Kisszekeres, Kölcse, Kömörő, Mánd, Méhtelek, Nagyhódos, Nagyszekeres, Nemesborzova, Penyige, Rozsály, Sonkád, Tisztaberek, Túristvándi, Túrricse, Vámosoroszi, Zajta, Zsarolyán sorolható.

## Története
Erdőhát betelepítése a 11–13. század között ment végbe. Mivel a gyakori hosszantartó áradások miatt a terület szántóföldekben nem bővelkedett, lakossága elsősorban erdőgazdálkodással és állattartással foglalkozott. Az 1880-as években megindult szabályozásokig földművelésre az árvíz levonulása után is csak a magasabban fekvő részeket foghatták be.

## Földrajza
Erdőhát régebben lápokkal tarkított, erekkel átszőtt erdőségek borította terület volt, melynek állóvizeit, holt folyóágait tavaszonként a Tisza, Túr és a Szamos folyók áradásai újították meg.

## Építészete
Erdőhát jellegzetes népi építési formákkal rendelkezik. Magasrendű faépítészetét az egykor erdőkben gazdag vidék kiváló faanyaga tette lehetővé. A felső tiszavidék és a hozzá tartozó Erdőhát mindig híres volt faiparáról, a fa változatos felhasználásáról. Az itteni egykor hatalmas erdőségek kiváló faanyagából szerezték be a fát a távoli sík vidékek építkezéseihez is, amit a közeli folyók viziútján könnyen szállíthattak, vagy esetleg magát a készen faragott építményt (fatornyokat, haranglábakat) eresztették le darabokra szedve a folyón. Az egykori feljegyzések adatai szerint például a bihari Sárrét is rendszeresen innen, Erdőhátról szerezte be az építkezéseihez szükséges faanyagot.
Az egykori fából épült lakóházak mára már az Erdőhátról is szinte teljesen eltűntek, de a vidék fatornyai, fa haranglábai, a templomok kazettás famennyezetei, a lakóházak melléképületei sokfelé máig őrzik a korábbi építészeti stílust. A fennmaradt egykori gazdasági épületek, magtárak általában az úgynevezett boronafallal készültek. Általános volt a zsindelykészítés is.
Az erdőségek megfogyatkozásával egyidejűleg a favázas építkezési emlékek is lassan eltünedeznek. Több itt készült egykori faépület azonban máig megtekinthető a szentendrei skanzenben.

## Növényvilága
A terület jellemző erdőtársulásai a füzesek, fűz-nyár és elegyes ligeterdők, tölgy–kőris–szil ligeterdők, valamint az égeres láperdők. Emellett nagy területen találhatók mocsárrétek, ecsetpázsitos rétek és magas sásos társulások is. A térség erdőterületei közül a Bűr-erdő és Géci-sűrű állományai megyei védelem alatt állnak, mely védelem  az idős tölgy, kőris és szil állományok védelmében több mint 120 hektárnyi területre terjed ki. E védett erdőkben fellelhetők a tölgyek és a gyertyánok 150 éves példányai is.
A viszonylag háborítatlan élőhelyek visszaszorulása és elszigetelődése együtt járt az őshonos fajok élőhelyeinek összezsugorodásával. E fajok, visszaszorultak a mezőgazdasági szempontból kevésbé értékes területekre, de a jelentős kiterjedésű vizes területeknek köszönhetően azonban a terület így is viszonylag faj-gazdag. A lágyszárúak közül sok helyen találkozhatunk a ritka csomós palkával , erdei madárhúrral  és  pázsitos nőszirommal is.

## Állatvilága
A térség teljes területét magába foglaló Szatmár-Beregi-síkon fészkel a magyar viszonylatban egyik legjelentősebb haris állomány, a falvakban pedig kedvelt lakó a gólya. Az emlősök közül megtalálható itt a csendes erdei zugokat kedvelő vadmacska, róka, valamint a vaddisznó, őz, nyúl és a sün is.